# Afrikaanse slanghagedissen
Afrikaanse slanghagedissen (Feylinia) zijn een geslacht van hagedissen uit de familie skinken. 

## Naam
De wetenschappelijke naam van de groep werd voor het eerst voorgesteld door John Edward Gray in 1845. In het verleden werd het geslacht als een aparte onderfamilie (Feyliniidae) beschouwd.

## Uiterlijke kenmerken
Het lichaam is langwerpig van vorm, de lichaamslengte is maximaal ongeveer 35 centimeter lang. De staart beslaat ongeveer een derde van de totale lichaamslengte. De voor- en achterpoten zijn volledig gedegenereerd. De ogen zijn klein en zijn bedekt met een schub, de gehooropeningen zijn verdwenen.

## Verspreiding en habitat
Alle soorten komen voor in delen van Centraal-Afrika en leven in de landen Angola, Centraal-Afrikaanse Republiek, Congo-Kinshasa, Congo-Brazzaville, Equatoriaal-Guinea, Gabon, Kameroen, Kenia, Oeganda, Nigeria, Sao Tomé en Principe en Tanzania, mogelijk in Kameroen en Sierra Leone.

## Levenswijze
Alle soorten zijn typische bodembewoners die een gravende levenswijze hebben of in de strooisellaag leven. Van een aantal soorten is bekend dat zij gangen graven in rottend hout op zoek naar termieten. De vrouwtjes zetten geen eieren af maar brengen hun jongen levend ter wereld.

## Soorten
Het geslacht omvat de volgende soorten, met de auteur en het verspreidingsgebied.
| Naam                                       | Auteur          | Verspreidingsgebied |
| ------------------------------------------ | --------------- | --- |
| Feylinia boulengeri                        | Chabanaud, 1917 | Gabon |
| Afrikaanse slanghagedis (Feylinia currori) | Gray, 1845      | Angola, Centraal-Afrikaanse Republiek, Congo-Kinshasa, Congo-Brazzaville, Gabon, Kameroen, Kenia, Nigeria, Tanzania, mogelijk in Sierra Leone |
| Feylinia elegans                           | Hallowell, 1854 | Angola, Centraal-Afrikaanse Republiek, Congo-Brazzaville, Congo-Kinshasa, Equatoriaal-Guinea, Gabon, Oeganda, mogelijk in Kameroen            |
| Feylinia grandisquamis                     | Müller, 1910    | Centraal-Afrikaanse Republiek, Gabon, Kameroen                                                                                                |
| Feylinia macrolepis                        | Boettger, 1887  | Centraal-Afrikaanse Republiek, Congo-Brazzaville                                                                                              |
| Feylinia polylepis                         | Bocage, 1887    | Sao Tomé en Principe (Principe) |